# Wohnheim Olympisches Dorf

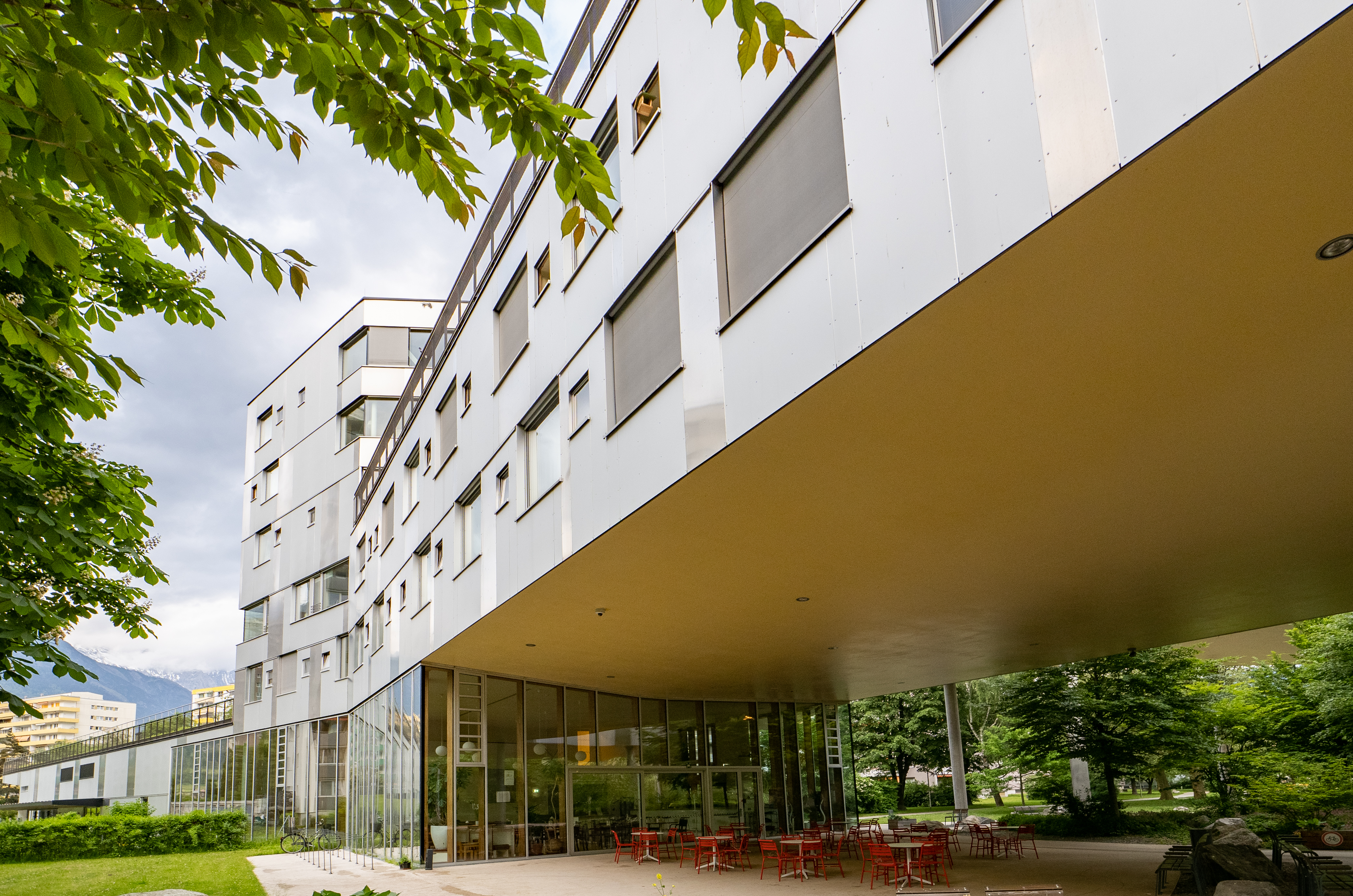
Die westseitige Fassade

Das Wohnheim Olympisches Dorf ist eine Wohnhausanlage für Senioren im Olympischen Dorf in der Stadtgemeinde Innsbruck in Tirol.

## Geschichte
Die demografische Entwicklung im einwohnerstarken, ab den 1960er Jahren besiedelten Stadtteil erforderte seniorengerechten Wohn- und Pflegeraum. Den ausgelobten Planungswettbewerb gewann 2011 Artec Architekten. Die Freiraumgestaltung plante Auböck + Kárász. Das Gebäude wurde 2015 fertiggestellt.

## Architektur
Der Baugrund ist teils Bauland in Verbindung mit gewidmetem Grünland am Inn. Das Bauwerk überspannt den Park in fünf bis acht Metern Höhe, ragt damit wohl weit über die „erlaubte“ Bauflucht hinaus, ermöglicht aber für die Allgemeinheit in einer 350 m langen Uferzone neue Angebote mit überdachten Frei- und Aufenthaltsflächen an der Promenade mit Grünanlagen und einem Kinderspielplatz wie auch eine Verbindung in die allgemeinen Sonderräume des Seniorenheimes, eine runde Kapelle ganz vorne, ein Kaffeehaus mit einem Mehrzweckraum beim Foyer. Hierbei galt es, komplexe Grundstücksregelungen zu treffen, zwischen Bund, Stadt und dem Bauträger Neue Heimat Tirol, wobei auch der Hochwasserschutz mit einer klaren Baukante zu berücksichtigen war. Es bedurfte viel Überzeugungsarbeit und Kraft, um die Bedenken der Anrainer und die Protestaktionen gegen die Rodung von Bäumen und anderes zu verhandeln.
Die Jury lobt den vielseitig nutzbaren Park mit der Verbindung von Heimsphäre und Öffentlichkeit. Wie auch das Dreieck der Zimmerflügel des Heimes, mit hellen Allgemeinräumen mit Panoramasicht zum Park, zum Inn und zum Rundum der Berge, wobei feinmaschig gestaltete Schwellen zwischen Privatem und Allgemeinem auffielen.

## Anerkennungen
- Österreichischer Bauherrenpreis 2015: Die Bauherren waren die Stadt Innsbruck mit Bürgermeisterin Christine Oppitz-Plörer, Klaus Lugger als Geschäftsführer des Bauträgers Neue Heimat Tirol und Hubert Innerebner als Geschäftsführer der Innsbrucker Sozialen Dienste (ISD).